# Ian Ousley
Ian Luke Ousley (College Station (Texas), 28 maart 2002) is een Amerikaanse acteur.

## Biografie
Ian Ousley groeide op in College Station (Texas) en beoefende Taekwondo. Hij won enkele kampioenschappen, waaronder een staatskampioenschap. Via deze sport werd hij ook gescout door een talentscout van een acteerbureau. In 2021 werd Ousley gecast voor de rol van Sokka in de Netflix-serie Avatar: The Last Airbender.